# Hyperchiria aniris
Hyperchiria aniris är en fjärilsart som beskrevs av Jordan 1910. Hyperchiria aniris ingår i släktet Hyperchiria och familjen påfågelsspinnare. Inga underarter finns listade i Catalogue of Life.